# Wörner Gap
Wörner Gap är ett bergspass i Antarktis. Det ligger i Sydshetlandsöarna. Argentina, Chile och Storbritannien gör anspråk på området. Wörner Gap ligger 550 meter över havet.
Terrängen runt Wörner Gap är varierad. Trakten är inte befolkad. Närmaste befolkade plats är St. Kliment Ohridski Base, 7,1 kilometer väster om Wörner Gap. 